# Antoine Ó Raifteirí
Antoine Ó Raifteirí (també Antoine Ó Reachtabhra, o, en anglès, Anthony Raftery) (Killedan, Comtat de Mayo, Irlanda, 30 de març de 1779 – Comtat de Galway, Irlanda, 25 de desembre de 1835) fou un poeta de llengua irlandesa, al qual se'l va anomenar sovint com el darrer dels bards errants.

## Biografia
El seu pare era un teixidor. S'havia traslladat a Killedan, procedent del Comtat de Sligo per treballar per al terratinent local, Franc Taaffe. La mare de Raifteirí era una Brennan de l'àrea de Kiltimagh. Ella i el seu marit van tenir nou fills. Entre 1785 i 1788, i a causa de la verola, Antoine va quedar cec i els seus vuit germans varen morir.
Antoine va viure de tocar el seu violí, cantar les seves cançons i recitar els seus poemes. La seva obra es nodreix de les formes i girs de la poesia irlandesa, i malgrat que usualment se l'ha considerat com la fita final de l'antiga tradició literària, ell i els seus companys poetes no es veien a ells mateixos d'aquesta forma.
Cap dels seus poemes no varen ser posats per escrit durant la vida del poeta, però van ser recopilats per Craoibhín Aoibhinn (Douglas Hyde), Lady Gregory i altres, que més tard els van publicar.
Ó Raifteirí morí a la casa de Diarmuid Cloonan de Killeeneen, prop de Craughwell, Comtat de Galway, i va ser enterrat en el cementiri de Killeeneen. El 1900, Lady Gregory, Edward Martyn, i W.B. Yeats varen alçar una làpida commemorativa sobre la seva tomba, amb la inscripció "RAFTERY".

## Poesia
Els poemes d'Ó Raifteirí que més han pervingut són Eanach Dhuin i Cill Aodain, que avui dia encara són apresos pels alumnes irlandesos.